# Willemit

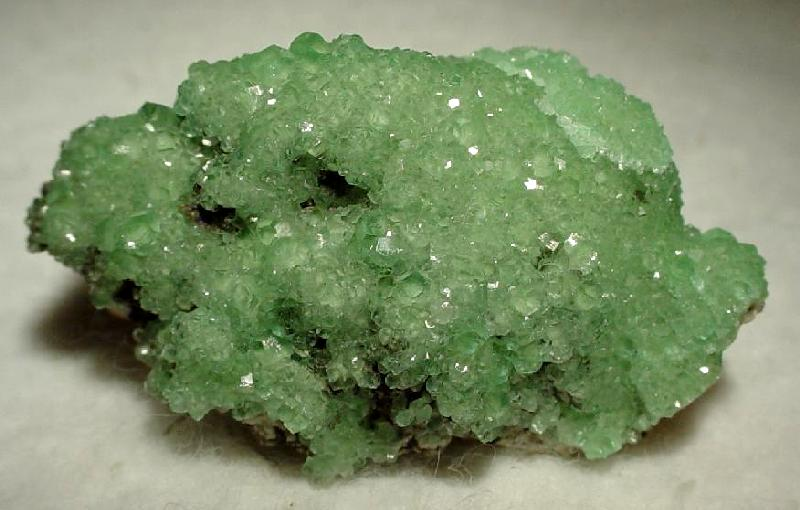

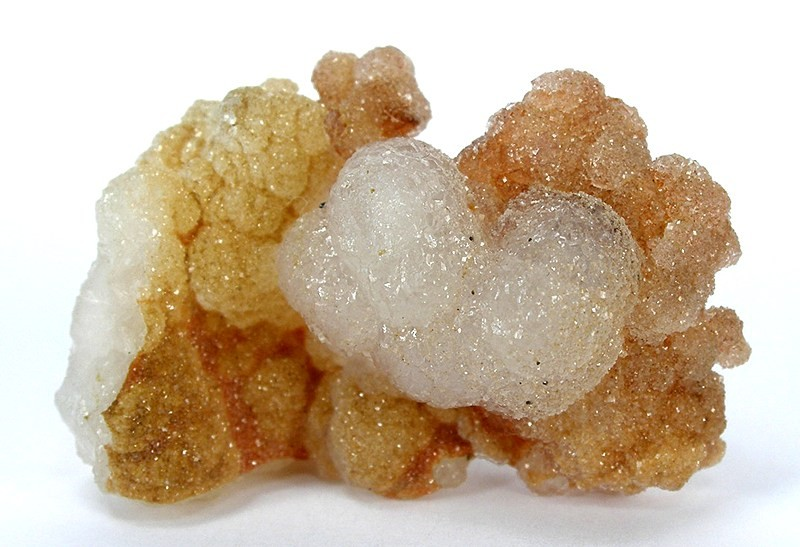
Różnobarwne postacie kryształów willemitu

Willemit – minerał z gromady krzemianów, jest minerałem bardzo rzadkim. 
Nazwa pochodzi od imienia króla Niderlandów Wilhelma I (1772-1843). 

## Charakterystyka

### Właściwości
Krystalizuje w układzie trygonalnym. Tworzy kryształy izometryczne, krótko- i długosłupkowe, zwykle drobne oraz tabliczkowe przyjmujące postać romboedru lub słupa pseudoheksagonalnego (czasami zakończonego bipiramidą). Występuje w skupieniach zbitych, ziarnistych, groniastych rzadziej naciekowych, włóknistych, botryoidalnych i promienistych. Jest kruchy, przezroczysty do przeświecającego w świetle ultrafioletowym wykazuje intensywną fluorescencję (żółtawą, zieloną), i zieloną fosforescencję. Jest izostrukturalny z fenakitem. Zawiera domieszki żelaza, glinu, magnezu, wapnia, ołowiu i manganu. Po sproszkowaniu rozpuszcza się w kwasie solnym. 

### Występowanie
Powstaje w strefie utleniania złóż rud cynku i ołowiu lub manganu oraz w wyniku metamorficznych przeobrażeń o charakterze kontaktowo-metasomatycznym. Czasem przez przeobrażenie pierwotnego sfalerytu w żyłach hydrotermalnych. Współwystępuje z cynkitem, hydrocynkitem, cerusytem, hemimorfitem, rodonitem, fluorytem, andradytem, kalcytem, franklinitem, mimetytem, sfalerytem, wulfenitem, smithsonitem. 

### Miejsce występowania
USA (New Jersey, Utah, Kolorado, Nowy Meksyk), Meksyk (Chihuahua)Kanada, Kirgistan, RPA, Algieria, Zambia, Australia Południowa, Namibia, Demokratyczna Republika Konga, Niemcy (Nadrenia), Grenlandia.

### Zastosowanie
- lokalna ruda cynku;
- poszukiwany kamień kolekcjonerski wykorzystywany jako kamień jubilerski (troostyt);